# Giáo hoàng Pêlagiô II
Pelagius II (Tiếng Việt: Pêlagiô II; Tiếng Anh: Pelagius II) là vị giáo hoàng thứ 63 của Giáo hội Công giáo. Theo niên giám tòa thánh năm 1806 thì ông đắc cử năm 578 và làm Giáo hoàng trong 12 năm 2 tháng 10 ngày. Niên giám tòa thánh năm 2003 xác định Triều đại của ông bắt đầu từ ngày 26 tháng 11 năm 579 và kết thúc vào ngày 7 tháng 2 năm 590.
Truyền thống cho rằng ông sinh tại Rôma, gốc Gothic với tên khai sinh là Pelagius. Trong khi Roma bị quân Lombard bao vây, ông cầu viện Constantinople. Ông ra lệnh các linh mục phải đọc Kinh Nhật Tụng (Giờ Kinh Phụng Vụ) hằng ngày.
Ông tận tâm lo việc xoá bỏ đâu khổ của người nghèo, người đau ốm và người già, làm nhiều việc để chăm sóc họ và thậm chí đi đến độ biến nơi ở của mình thành nơi trú ẩn cho những người này. Ông cũng nổi tiếng về sự dung thứ sự kết hôn của các linh mục nếu những người này không còn chuyển các tài sản của Giáo hội cho vợ con của họ nữa. Người ta cho rằng ông qua đời vì bị nhiễm bệnh dịch hạch khủng khiếp.